# Murias (Candamo)
Murias ist eines von elf Parroquias in der Gemeinde Candamo der autonomen Region Asturien in Spanien.

## Sehenswürdigkeiten
- Kirche Santa María in Murias

## Feste und Feiern
- 28. August „Fiesta de San Agustín“ in Murias
- 9. September „Fiesta de Nuestra Señora“ in Agüera

## Dörfer und Weiler in der Parroquia
- Agüera – 39 Einwohner 2011 - 43° 25′ 5″ N, 6° 3′ 24″ W
- Bohles – 29 Einwohner 2011
- El Caleyo – 23 Einwohner 2011
- Figaredo – 21 Einwohner 2011
- Murias – 66 Einwohner 2011 - 43° 25′ 49″ N, 6° 3′ 2″ W
- Sandiche – 60 Einwohner 2011 - 43° 25′ 37″ N, 6° 3′ 40″ W
- Villamarin – 14 Einwohner 2011 - 43° 24′ 55″ N, 6° 3′ 56″ W
- Villar – 35 Einwohner 2011 - 43° 25′ 50″ N, 6° 2′ 9″ W